# 醒世姻缘传
《醒世姻緣傳》，又名《惡姻緣》，清初長篇小說，共一百回，作者署名西周生。《醒世姻缘传》是拿元明以来的官话（即北京话）写的。

## 內容大意
《醒世姻緣傳》長達一百多萬字，描冤冤相報的兩世姻緣故事，主角晁源射殺仙狐，又逼死妻子計氏，因果報應，仙狐死後化生為薛素姐，凌虐晁源死後託生的狄希陳，報冤雪恨，最後經高僧胡无翳點化，念《金刚经》一万遍，才消除冤業。書中的特點是人物的性格鮮明，對話大量運用北京话/官话，語言酣暢，多插科打諢，部分故事情節暴露了明朝現實政治的黑暗腐朽。

## 关于作者
关于《醒世姻緣傳》作者西周生，有多种说法。一說是《聊齋誌異》作者蒲松齡的作品，又一說是丁耀亢著。
關於《醒世姻緣傳》作者，清人楊復吉《夢闌瑣筆》說：“鮑以文（鮑廷博）云：留仙（蒲松齡）尚有《醒世姻緣》小說，蓋實有所指。”，李慈銘《越縵堂日記》也寫道“《醒世姻緣》，清蒲松齡撰”。《醒世姻緣傳》的人物情節，與《聊齋志異》的《江城》悍婦故事頗為類似，胡適曾寫《蒲松齡的生年考》以及《醒世姻緣傳考證》，從地理、災樣、人物三項考證出作者即蒲松齡。但近來許多研究者如金性堯、王守義、曹大為對此持反對意見。曹大為提出张元在〈柳泉蒲先生墓志〉及墓表的碑文上明白刻有蒲松龄的全部著作目录，但未提到《醒世姻缘传》，並通過各刻本避諱情況考證，認為全書在崇禎十七年以前已大致完成。台灣學者王素存則提出是丁耀亢的作品。徐復嶺考证此书作者西周生即为賈鳧西。

## 外部連結
- 《醒世姻缘传》全文在线阅读(简体) （页面存档备份，存于）
- 《醒世姻缘传》全文在线阅读(繁体) （页面存档备份，存于）